# Sheets Peak
Sheets Peak är en bergstopp i Antarktis. Den ligger i Västantarktis. Inget land gör anspråk på området. Toppen på Sheets Peak är 1 800 meter över havet, eller 330 meter över den omgivande terrängen. Bredden vid basen är 3,7 km.
Terrängen runt Sheets Peak är varierad. Trakten är obefolkad. Det finns inga samhällen i närheten. 